# Scoppito
Scoppito is een gemeente in de Italiaanse provincie L'Aquila (regio Abruzzen) en telt 2825 inwoners (31-12-2004). De oppervlakte bedraagt 53,0 km², de bevolkingsdichtheid is 52 inwoners per km².

## Demografie
Scoppito telt ongeveer 1051 huishoudens. Het aantal inwoners steeg in de periode 1991-2001 met 22,5% volgens cijfers uit de tienjaarlijkse volkstellingen van ISTAT.
| Jaar | Inwoneraantal |
| ---- | ------------- |
| 1991 | 2251          |
| 2001 | 2757          |

## Geografie
Scoppito grenst aan de volgende gemeenten: Antrodoco (RI), Fiamignano (RI), L'Aquila, Tornimparte.